# AOL
AOL Inc. è un portale internet di Yahoo!, società del gruppo Apollo Global Management.
Nato nel 1983 come Control Video Corporation e poi ribattezzata America on Line con acronimo AOL o Aol, era un Internet Service Provider che nel 2006 vantava 30 milioni di utenti, ed era attivo anche nel campo della ricerca su web e sviluppo software, nonché nella diffusione di contenuti mediatici anche grazie all'acquisizione di Time Warner nel 2000 (e successivamente distaccatasi nel 2009).
Negli ultimi anni di esistenza come società autonoma fu attiva nel business dei media in formato digitale e, tra maggio e giugno 2015, fu acquistata per 4,4 miliardi di dollari dal colosso delle telecomunicazioni Verizon Communications, divenendone così una sussidiaria.
Nel maggio del 2021 Verizon Media è stata acquisita da Apollo Global Management, società di investimento americana e ha ripreso il nome di Yahoo!

## Storia
Nasce nel 1983 a Dulles, Virginia (USA), come Control Video Corporation (in breve CVC) per mano di Bill von Meister, il cui primo e unico prodotto è GameLine, un servizio online per Atari 2600 per il download di giochi.

### Il successo diAmerica Online(anni '90)

Storico logo di America Online dal 1991 al 2005.

In seguito all'abbandono della società da parte di Von Meier nei primi mesi del 1985, la società viene rifondata lo stesso anno in data 24 maggio per mano del consulente della produzione Jim Kimsey con il nome di Quantum Computer Services, che, dopo avere prodotto servizi online per computer Commodore e Apple (come eWorld), nel 1991 cambia il proprio nome in America Online, con la cui denominazione si è sviluppata nei primi anni novanta in tutto il territorio degli Stati Uniti, ampliandosi poi alla fine del decennio in tutto il mondo.
Lanciando una serie di servizi pioneristici dedicati a internet con diverse aziende e anche enti governativi, Aol si impone rapidamente come il colosso dell'accesso a internet negli Stati Uniti: si conta che al 1997 metà degli internauti statunitensi accedesse a internet tramite Aol e che la metà dei CD prodotti nel mondo intero avessero il logo Aol stampato sopra (erano dischi contenenti versioni di prova gratuite del servizio di connessione).
Nel settembre 1993 viene aggiunto l'accesso a Usenet, portandovi da allora un costante flusso di nuovi utenti (evento famoso come il settembre eterno). A metà anni '90 Aol aveva sorpassato le due storiche aziende concorrenti (la Prodigy e la CompuServe). Dal gennaio 1997 si passò a un abbonamento fisso dal costo mensile di 19,95$. Il motore di ricerca NetFind della stessa Aol viene rinominato AOL Search.
Comincia un'epoca di importanti accordi dal valore record di miliardi di dollari ciascuno: nel 1996 con Excite, per renderlo il solo servizio di ricerca su Aol, e con Microsoft per includere Aol con i software Windows per 5 anni. Nel 1999 viene acquisito il browser Netscape Navigator e MapQuest.
Nel gennaio 2000, infine, i vertici di America Online e di Time Warner hanno annunciato la fusione, creando, dopo l'approvazione della Federal Trade Commission (11 gennaio 2001), la più grande società di distribuzione di contenuti multimediali del mondo, la AOL Time Warner, che nel 2003 adotta nuovamente il nome TimeWarner.

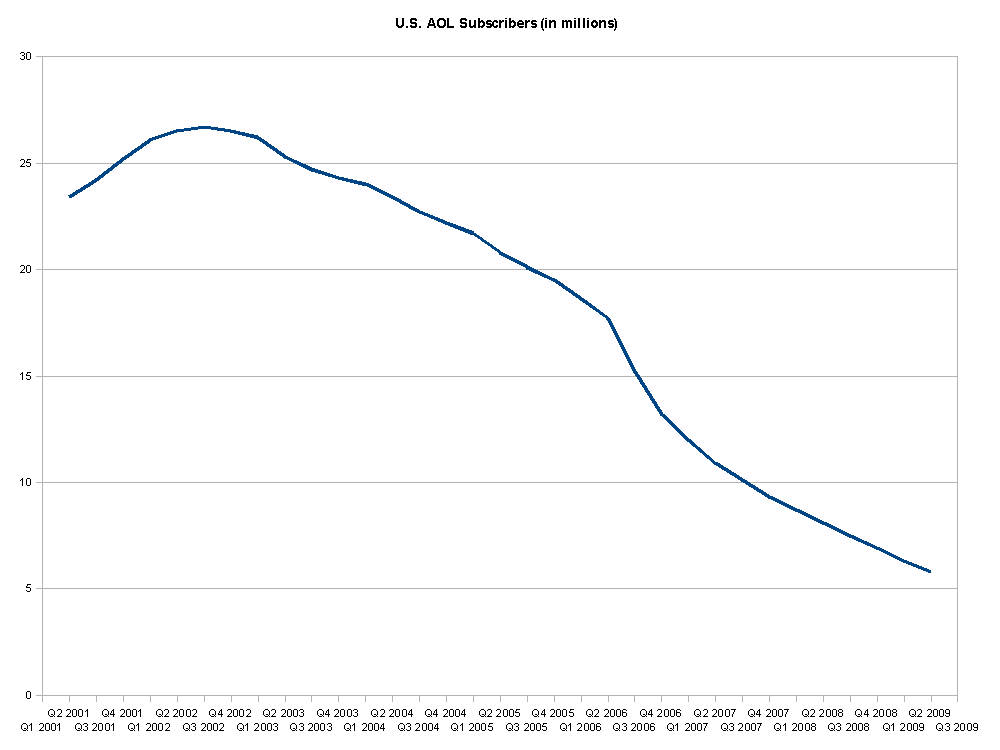
Declino degli iscritti ad AOL negli Stati Uniti durante gli anni 2000, in particolare da metà 2006 in poi.

### Il declino e la trasformazione (dal 2006)
Il 3 aprile 2006 viene annunciato l'abbandono della denominazione sociale America Online, Inc. e l'adozione del nome AOL, llc.: il numero di utenti, già in declino dal 2003, comincia a calare molto rapidamente.
Il 13 settembre 2007 apre i battenti il portale italiano di AOL.

#### Come azienda di servizi multimediali (dal 2009)
Dato l'insuccesso della fusione delle due compagnie mediatiche, il 28 maggio 2009 viene annunciata la scissione di AOL da TimeWarner e la costituzione di una nuova public company denominata AOL, Inc., oltre all'adozione del nuovo marchio Aol.. La nuova compagnia diventa operativa il 10 dicembre dello stesso anno, data dell'apertura dei negoziati presso il NYSE con il simbolo AOL.
Il 12 maggio 2015 AOL viene acquistata da Verizon per 4,4 miliardi di dollari.
Dopo la dichiarazione da parte di Verizon dell'acquisizione di Yahoo! del 25 luglio 2016 per 4,8 miliardi di dollari, si apre una nuova stagione per AOL, destinata a fondersi in un'unica organizzazione con Yahoo!, in un'unità chiamata prima Oath, poi Verizon Media che possa competere con i giganti dei media digitali.
A settembre 2021 il gruppo Verizon cede il pacchetto di controllo al fondo Apollo Global Management per cinque miliardi di dollari: la nuova società riprenderà il nome di Yahoo! di cui AOL fa parte.

## Società acquisite
Durante la sua storia, AOL ha acquisito molte società, tra le quali:
- BookLink acquisita nel dicembre 1994
- NaviSoft (divenuta AOLserver) nel 1994
- ImagiNation Network (I.N.N.) da AT&T nel 1996
- CompuServe nel febbraio 1998
- Mirabilis (creatrice di ICQ) nel 1998
- Personal Library Software nel 1998
- Nullsoft (creatrice di Winamp), nel 1999 per 86 milioni di dollari
- Netscape Communications Corporation, nel 1999 per 4,2 miliardi di dollari
- Mapquest nel 1999
- Tegic nel dicembre 1999
- Time Warner, l'11 gennaio 2001
- Singingfish, motore di ricerca, novembre 2003
- TechCrunch nel settembre 2010